# Хейл (округ, Техас)
Округ Хейл (англ. Hale County) расположен в США, штате Техас. Официально образован в 1876 году и назван в честь Джона Хейла — лейтенанта техасской армии, погибшего в битве при Сан-Хасинто. По состоянию на 2000 год численность населения составляла 36 602 человек. Окружным центром является город Плейнвью.

## География
По данным Бюро переписи США, общая площадь округа составляет 2602 км², и практически вся эта территория представляет собой сушу.

### Соседние округа
- Кастро (северо-запад)
- Лаббок (юг)
- Лам (запад)
- Суишер (север)
- Флойд (восток)

## Демография
По данным переписи населения 2000 года в округе проживало 36 602 жителей, в составе 11 975 хозяйств и 9136 семей. Плотность населения была 14 человек на 1 квадратный километр. Насчитывалось 13 526 жилых домов, при плотности покрытия 5 построек на 1 квадратный километр. По расовому составу население состояло из 66,77% белых, 5,79% чёрных или афроамериканцев, 0,92% коренных американцев, 0,3% азиатов, 0,04% коренных гавайцев и других жителей Океании, 23,76% прочих рас, и 2,42% представители двух или более рас. 47,9% населения являлись испаноязычными или латиноамериканцами.
Из 11 975 хозяйств 40,4% воспитывали детей возрастом до 18 лет, 60,3% супружеских пар живших вместе, 11,6% женщин-одиночек, 23,7% не имели семей. На момент переписи 21% от общего количества жили самостоятельно, 10,7% лица старше 65 лет, жившие в одиночку. В среднем на каждое хозяйство приходилось 2,86 человека, среднестатистический размер семьи составлял 3,32 человека.
Показатели по возрастным категориям в округе были следующие: 30,2% жители до 18 лет, 11,4% от 18 до 24 лет, 27,2% от 25 до 44 лет, 18,3% от 45 до 64 лет, и 12,9% старше 65 лет. Средний возраст составлял 31 год. На каждых 100 женщин приходилось 102,4 мужчин. На каждых 100 женщин в возрасте 18 лет и старше приходилось 101,3 мужчины.
Средний доход на хозяйство в округе составлял 31 280 $, на семью — 35 250 $. Среднестатистический заработок мужчины был 26 007 $ против 20 057 $ для женщины. Доход на душу населения был 13 655 $. Около 14,3% семей и 18% общего населения находились ниже черты бедности. Среди них было 23,3% тех кому ещё не исполнилось 18 лет, и 14,8% тех кому было уже больше 65 лет.

## Политическая ориентация
На президентских выборах 2008 года Джон Маккейн получил 72,12% голосов избирателей против 27,24% у демократа Барака Обамы.
В Техасской палате представителей округ Хейл числится в составе 85-го района. Интересы округа представляет демократ Джо Хефлин из Кросбитона.

## Населённые пункты

### Города, посёлки, деревни

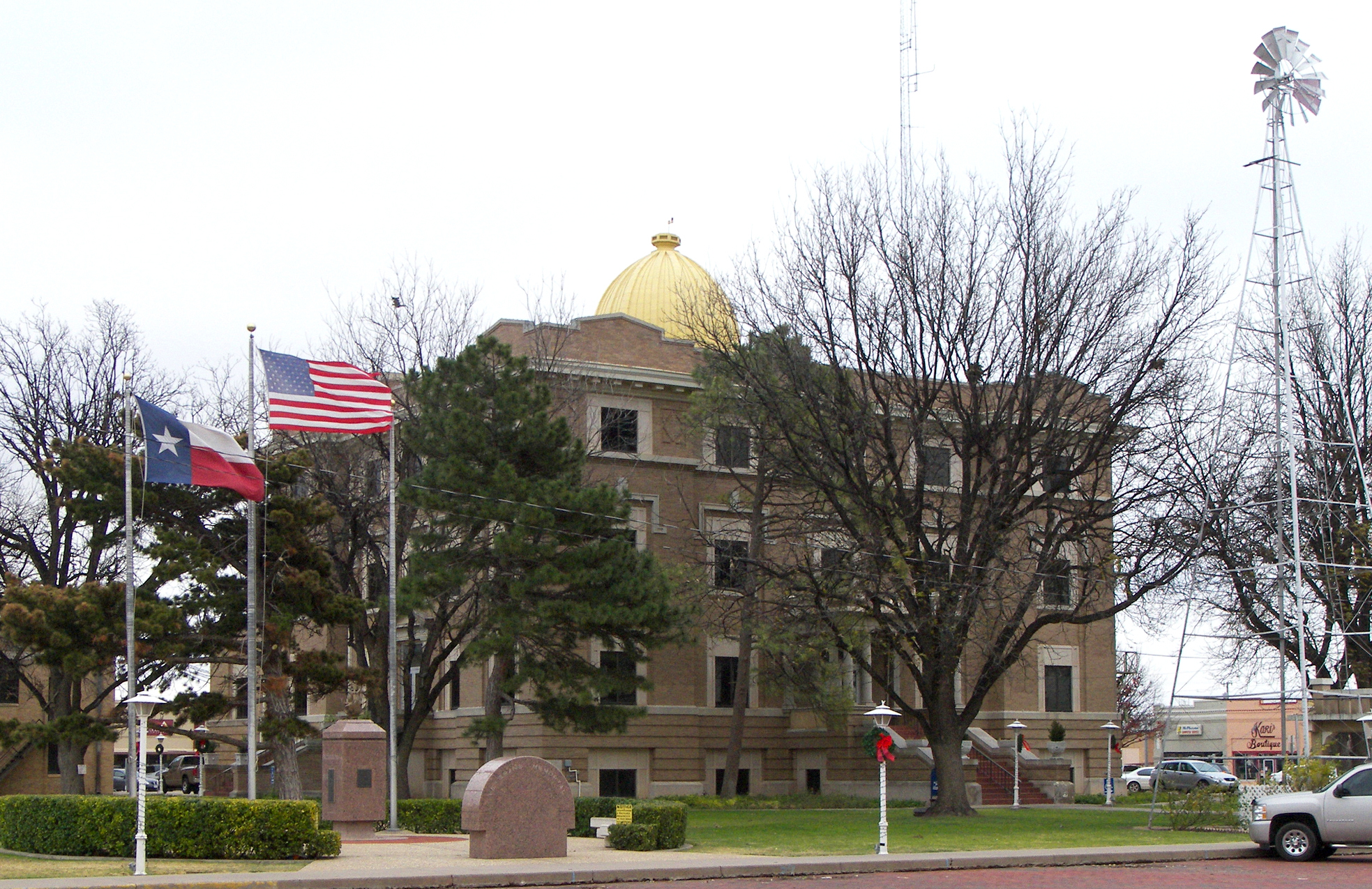
Здание окружного суда в Плейнвью.

- Абернати[4]
- Питерсберг
- Плейнвью
- Хейл-Сентер
- Эдмонсон

### Определяемые переписью места
- Сет-Уорд

### Немуниципальные территории
- Коттон-Сентер
- Хейл-Сити

## Образование
Образовательную систему округа составляют следующие учреждения:
- школьный округ Плейнвью[5]
- школьный округ Абернати[6]
- школьный округ Хейл-Сентер[7]
- школьный округ Питерсберг[8]

- Баптистский университет Вейланда[9]